# Chaetabraeus cohaeres
Chaetabraeus cohaeres är en skalbaggsart som först beskrevs av Lewis 1898.  Chaetabraeus cohaeres ingår i släktet Chaetabraeus och familjen stumpbaggar. Inga underarter finns listade i Catalogue of Life.